# トラブルチョコレート
『トラブルチョコレート』（TROUBLE Chocolate）は、声優の氷上恭子と丹下桜がDJを務めたJFNで放送されたラジオ番組、および同名のラジオドラマとアニメ作品。アニメは、エイベックス（avex mode）のアニメ参入初期の作品である。
略称は「トラチョコ」。また、『トラブルぎりぎりチョコレート』の略称は「ぎりチョコ」。

## 概要
- 1997年、原田経史により、まんがコンテンツとして企画が開始される。
- 1998年、JFNが企画に賛同し、TOKYO FM系全国ネットでラジオドラマ化。ドラマCDもアニメイトを中心に販売される。
- 1999年10月8日、テレビ朝日で放送開始。全20話[2]。DVD版もリリースされている[3]。
- ラジオ番組「氷上恭子と丹下桜のトラチョコシリーズ」は、足掛け3年の番組となる。

きっかけはJFN系列で放送されていたDEEPER STREET木曜日で放送されたラジオドラマ『トラブルぎりぎりチョコレート』である。このラジオドラマが好評であったため、そのままラジオ番組へとなった。
ラジオドラマは、原作者の原田經史・谷村仁が声優陣と共にアイデアを出しながら濃い作品として制作された。効果音の三田さん、音楽の「三田さんの仲良しの人」の影響も作品性に大きく影響を与えている（オーダーしていない勝手な効果音や音楽をいつの間にか用意している）。そんな濃いラジオからのアニメ化だったが、アニメは原田ら原作スタッフの手を離れ、ライトに作られている。
主人公達が通う学園の名前がラジオでは「マイクログラインド学園」であったのに対し、アニメでは「マイクログランド学園」となっている。これは『マイクログラインド』が登録商標であったことに起因する。
番組の最後には、アイドルグループはりMON!が、アフレコ現場や東京ゲームショウの取材と作品の宣伝などを行う『OTAKARA情報局』という小番組が放送されていた。

## 原作スタッフ
- 原作・チーフプロデューサー - 原田経史
- キャラクタービジュアルデザイン - 筧杜人（メディアワークス『電撃Animation Magazine』連載）
- ラジオドラマシリーズ構成 - 谷村仁（タニエンタープライズ）
- 美術デザイン - 原田経丈
- アシスタント - 浜田寿美子

## ラジオ番組
JFN系の深夜にて放送されていた番組。
丹下・氷上のトラブルチョコレート
1998年10月 - 1999年3月、26時00分 - 26時30分
KADOKAWA電波マガジン火曜日「ドラゴン探偵局」の後番組。
ドラマOP曲は工藤あさぎの「ツライレス」、ED曲は工藤あさぎの「DARRIN」。
氷上・丹下のトラチョコ・チャット
1999年4月 - 2000年3月、水曜日26時50分 - 27時00分
氷上恭子のトラチョコチャット2
2000年4月 - 2001年3月、26時30分 - 27時00分

### ネット局
- JFN系で最大33局（当時）ネットで放送していた。掲載されているネット局は2005年6月時点においてのJFN加入38局。
  - 3番組すべてネット局していた局
    - FM青森、FM岩手、FM秋田、FM山形、ふくしまFM、RADIO BERRY、FMぐんま、TOKYO FM、FM新潟、FM長野、K-MIX、FMとやま、HELLO FIVE、FM福井、FM AICHI、 FM三重、e-radio、FM山陰、FM岡山、HFM、FM山口、FM香川、FM徳島、FM高知、FM佐賀、FM長崎、FM中九州（現FM熊本）、FM大分、FM宮崎、FM鹿児島、FM沖縄（計32局。ただし一時期ネット落ちしていた局もあり）

  - トラチョコチャットからのネット局
    - Date FM（自主制作などを放送していたため）

  - トラチョコチャット2でネット落ちした局
    - FM愛媛

  - 3番組ともネットしていなかった放送局
    - AIR-G'、radio80、Kiss-FM KOBE（それぞれ、自主制作・未開局・当時は独立局だった。なお、2005年4月現在JFN制作のラジアンリミテッドDXをネットしている）
    - fm osaka、FM FUKUOKA（自主制作を放送）

## テレビアニメ

### あらすじ
舞台は、魔法の存在がすでに時代錯誤なものと認識されている世界。ある朝、カカオが目を覚ますと、見知らぬ美少女（マリオネット）が寝ていた。ヒナノと名乗る少女は、なぜか彼に好意を抱いており、彼の家に同居していた。物語は、カカオとヒナノを始め、個性的な人物が騒動を起こすラブコメディである。

### 登場人物

#### 主要人物
ヒナノ / ヒナノイシフィーネルメルハイネウェイナン
声 - 丹下桜
本作の主人公。魔法事故がきっかけでマリオネットに乗り移った木の妖精。花や植物が好きで植物の気持ちを理解することができる。料理が得意で、強力な魔法が使える。明るい性格だが、天然ボケ。カカオを気に入り、彼の元に居候する。口癖は「じゅうぶんです」「わっちゃ」（「ヒナノイ」と書いて「ヒナノ」と読む）。
カカオ
声 - 柳知樹（現・矢薙直樹）
マイクロ学院に通う男子学生。ヒナノ達に翻弄されっぱなしの苦労人。お人好しで正義感が強い性格。大食漢でチョコレートが好物だが、食べると酔ってしまう。ガーナに魔法使いの素質を見込まれ、召喚魔法学科へ強引に入れられることになる。実際、魔法の潜在能力は非常に高い。
デボラ
声 - 氷上恭子
ムラカタと相思相愛な、金髪の少女。令嬢の様な口調で話す。科学特捜部隊員の1人。
ハムハム
声 - 上田祐司（現・うえだゆうじ）
アニメオリジナルキャラクター。クモ怪人。マスコット的存在。
ラジオドラマでは、「オカカ（猫）」がこのポジション。
アーモンド
声 - 大谷育江
野性児の少年。嗅覚が鋭い。暴れん坊で、カカオと同様に大食漢。
トリュフ
声 - 加瀬康之
ビッグディール社創始者の孫。クールな印象が漂う美少年だが、激情家。16歳。女子にモテる。家は裕福で、私設軍隊もある。ヒナノに一目惚れし、カカオを敵対視する。常に日本刀を持っている。
ムラカタ
声 - 小上裕通
デボラの先輩で、彼女の恋人。デボラとは、相思相愛でバカップル。科学特捜部隊隊長でもある。

#### その他の人物
抹茶
声 - 笹本優子
中国人の少女。カンフーの使い手。緑色の長いチャイナドレスを着ている。
小豆
声 - 綱掛裕美
中国人の少女。カンフーの使い手。赤い短いチャイナドレスを着ている。
ガーナ
声 - 坪井智浩
召喚魔法学科教師。ヒナノを召喚した（＝魔法事故を起こした）張本人。無責任かついい加減な性格。カカオに魔法使いの素質を見抜き、強引にスカウトする。外見の割に歳を取っているらしい。
イワシ
声 - 本田貴子
カード集めが趣味の男子学生。
パパイヤ
声 - 中原茂
教師。昼間や日光が嫌いで、棺桶で寝ている。
ビッグバーン
声 - 宇垣秀成
家庭科教師。大柄な体格で怪力だが、オカマ。
ミント
声 - 堀江由衣
悪の秘密結社「Jジョーカー」に所属する少女。世界征服を目論むが、どこか抜けており、失敗ばかり。

### スタッフ
- 企画 - 工藤寛治
- 原案 - 原田経史
- 原作 - ROBOT、JFN、ステップ映像、エイ・ティ・インタラクティブ
- 監督 - 冨永恒雄
- シリーズ構成 - 園田英樹
- キャラクター原案 - 筧杜人
- キャラクターデザイン - 日下部智津子
- 総作画監督 - 高岡淳一
- デザイン監修 - 北爪宏幸
- 美術監督 - 脇威志
- 色彩設計 - 岩沢れい子
- 音響監督 - 菊田浩巳
- 音楽プロデューサー - 長澤隆之
- 制作プロデューサー - 岩本太郎、小鷹正敏、近藤光、隈部昌一、原田俊介
- アニメーション制作 - AIC
- 製作 - トラブルチョコレート製作委員会（テレビ朝日、ステップ映像、ROBOT、JFN、avex entertainment、アニメイトフィルム）

### 主題歌
オープニングテーマ「C.H.O.C.O.」
作詞・作曲・編曲 - 富樫明生 / 歌 - 丹下桜&氷上恭子
エンディングテーマ「ねぇ 何で・・・」（#1 - 11、#20）
作詞 - 岩水篤史 / 作曲 - 春川仁志、Shifo / 編曲 - 春川仁志 / 歌 - 吉沢梨絵
エンディングテーマ「あなたに逢いたくて〜Missing You〜Millenium Dance Version」（#12 - 19）
作詞 - 松田聖子 / 作曲 - 松田聖子、小倉良 / 編曲 - 安藤高弘 / 歌 - 丹下桜&氷上恭子

### 各話リスト
| 話数 | サブタイトル               | 脚本     | 絵コンテ          | 演出       | 作画監督                       | 放送日         |
| ---- | -------------------------- | -------- | ----------------- | ---------- | ------------------------------ | -------------- |
| 1    | ファーストトラブル         | 園田英樹 | 冨永恒雄          | 大庭秀昭   | 高岡淳一 日下部智津子 安田好孝 | 1999年 10月8日 |
| 2    | 科学特捜部隊部出動!        | 園田英樹 | 門智昭            | 渡辺健一郎 | 山沢実                         | 10月15日       |
| 3    | 転校生はメガリッチ         | 早坂律子 | 冨永恒雄          | 山口頼房   | 加野晃 宍戸聡 牛島勇二         | 10月29日       |
| 4    | MG学園ハングリーパニック   | 土屋理敬 | 渡辺慎一          | 山口武志   | 氏家章雄                       | 11月5日        |
| 5    | 最強無敵なラブラブカップル | 丸尾みほ | 中川聡            | 中川聡     | しまだひであき                 | 11月12日       |
| 6    | 抹茶と小豆はいかがかな?    | 田中浩司 | 吉田俊司          | 吉田俊司   | 増谷三郎                       | 11月19日       |
| 7    | 第34回学園コンテスト       | 早坂律子 | 藤本義孝          | 藤本義孝   | 谷口守泰                       | 12月3日        |
| 8    | ターゲットは魔法使い       | 園田英樹 | 川島宏            | 川島宏     | 牛島勇二                       | 12月10日       |
| 9    | 恐怖 湯舟人形事件          | 丸尾みほ | 大野和寿          | 大野和寿   | 青野厚司                       | 12月17日       |
| 10   | 走れ、飛脚くん!            | 土屋理敬 | 加瀬充子          | 鈴木薫     | しまだひであき                 | 12月24日       |
| 11   | マジカルホレホレ大戦       | 田中浩司 | 吉田俊司          | 吉田俊司   | 増谷三郎                       | 2000年 1月7日  |
| 12   | 征服少女ミント             | 早坂律子 | 冨永恒雄          | 山口頼房   | 村上勉                         | 1月14日        |
| 13   | デボラVSメカデボラ         | 丸尾みほ | 藤本義孝          | 藤本義孝   | 谷口守泰                       | 1月21日        |
| 14   | ヌシとの遭遇               | 土屋理敬 | 大野和寿 冨永恒雄 | 大野和寿   | 青野厚司                       | 2月4日         |
| 15   | 不思議なペンシルくん       | 丸尾みほ | 鈴木薫 冨永恒雄   | 鈴木薫     | しまだひであき                 | 2月11日        |
| 16   | 爆裂!愛のボム婆さん        | 早坂律子 | 吉田俊司          | 吉田俊司   | 増谷三郎                       | 2月18日        |
| 17   | ミニミニアドベンチャー     | 土屋理敬 | 川島宏            | 大庭秀昭   | 牛島勇二                       | 3月3日         |
| 18   | ヒナノ、部活に燃える!      | 園田英樹 | 小山和弘          | 大野和寿   | 青野厚司                       | 3月10日        |
| 19   | ヒナノ、告白される!        | 園田英樹 | 冨永恒雄          | 中川聡     | しまだひであき                 | 3月17日        |
| 20   | ヒナノ、じゅうぶんです!    | 園田英樹 | 冨永恒雄          | 大庭秀昭   | 高岡淳一                       | 3月24日        |

## 漫画
- モモロコ×ハイ
『E☆2』（発行：メディエイション 発売：飛鳥新社）にて、2005年9月発売のVol.1から2006年3月発売のVol.3まで連載された。原作は原田經史、作画は三月まうす。単行本は未発行であるが、携帯コミックにて全3話が配信中である。